# Cara de niño (álbum)
Cara de Niño es el cuarto álbum de estudio de Jerry Rivera. El álbum fue nominado en la 37ª edición de los Premios Grammy al Mejor Álbum Latino Tropical . El sencillo principal, Qué Hay de Malo, se convirtió en el primer sencillo de Rivera en llegar a los diez primeros lugares de los rankings Billboard, alcanzando el puesto n° 4.

## Lista de canciones
| Cara de Niño |                              |                            |          |  |
| N.º          | Título                       | Escritor(es)               | Duración |  |
| 1.           | «Solo tú»                    | Mary Lauret                | 5:42     |  |
| 2.           | «Qué hay de malo»            | Omar Alfanno               | 5:02     |  |
| 3.           | «Cara de niño»               | Roberto Lugo               | 4:58     |  |
| 4.           | «No hieras mi vida»          | Luis Ángel Márquez         | 4:55     |  |
| 5.           | «Día y noche pienso en ella» | Raldy Vazquez              | 4:33     |  |
| 6.           | «En las nubes»               | Gustavo Márquez            | 4:52     |  |
| 7.           | «No me puedes dejar así»     | D.R                        | 4:45     |  |
| 8.           | «Deseo loco»                 | Edwin Rivera               | 4:38     |  |
| 9.           | «Para ti»                    | Omar Alfanno               | 4:54     |  |
| 10.          | «Por tenerte»                | Raysa Reynoso, Erick Lerys | 4:26     |  |

## Posición en listas
Álbum
| Año  | Lista                      | Álbum        | Posición |
| ---- | -------------------------- | ------------ | -------- |
| 1993 | Billboard Tropical/Salsa   | Cara de Niño | 2        |
| 1993 | Billboard Top Latin Albums | Cara de Niño | 3        |

Sencillos
| Año  | Lista                      | Sencillo                   | Posición |
| ---- | -------------------------- | -------------------------- | -------- |
| 1993 | Billboard Hot Latin Tracks | Qué hay de malo            | 4        |
| 1994 | Billboard Hot Latin Tracks | Cara de niño               | 22       |
| 1994 | Billboard Hot Latin Tracks | Día y Noche Pienso en Ella | 31       |
| 1994 | Billboard Hot Latin Tracks | No Hieras Mi Vida          | 11       |

## Recepción de la crítica
Allmusic le dio al álbum un 4.5 de 5 cita el álbum como uno de sus mejores álbumes producidos.